# Miguel Syjuco
Miguel Syjuco (Manilla, 17 november 1976) is een Filipijns auteur. Met zijn internationaal succesvolle debuutroman Ilustrado won hij diverse prijzen, waaronder de Man Asian Literary Prize van 2008.

## Biografie
Syjuco is de zoon van een Filipijnse politicus Augusto Syjuco jr., een lid van het Filipijns Huis van Afgevaardigden. Na zijn middelbareschoolopleiding aan de Cebu International School studeerde hij Engelse literatuur. In 2000 behaalde hij zijn Bachelor-diploma aan de Ateneo de Manila University, vier jaar later volgde een Masters-diploma aan de Columbia University en sindsdien is hij bezig met zijn PhD aan de University of Adelaide.
In 2010 verscheen zijn eerste roman Ilustrado. Het boek gaat over de jonge schrijver Miguel Syjuco, die op zoek gaat naar de ware toedracht van zijn schijnbaar aan zelfmoord overleden leermeester Crispin Salvador. Voor de zoektocht keert hij terug naar de Filipijnen en gaandeweg wordt op satirische wijze de chaos en het geweld dat inherent is aan politiek in de Filipijnen beschreven. Het boek won al voor de publicatie diverse prijzen. Zo won het in 2008, een Palanca Award, de meest prestigieuze Filipijnse boekenprijs, en de Man Asian Literary Prize. Later in 2010 won het nog de QWF Paragraphe Hugh MacLennan Prize in de categorie fictie. Ook was het boek finalist in de Grand Prize du Livre de Montreal.
Eind 2010 werd Ilustrado ook gepubliceerd in het Spaans, Zweeds en Nederlands.